# Hirsch über Schach
Hirsch über Schach ist ein häufig wiederkehrendes Motiv in der Heraldik. Einen wachsenden Hirschen über einem geschachten Feld führen bzw. führten speziell über ein Dutzend Adelsgeschlechter, deren Stammheimat auf dem Gebiet des Herzogtums Pommern liegt.
Die einzelnen Wappen dieser Geschlechter unterscheiden sich oft nur durch verschiedene Farbgebung einzelner Felder und ähneln sich selbst in der angestammten Helmzier, die entweder aus Federn oder zumeist vordergründig federähnlichen Gegenständen besteht. Die Wappen dieser pommerschen Geschlechter stellen daher eine Wappengruppe dar. Vergleichbar organisierten sich in Polen Adelsfamilien zu Wappengemeinschaften. Die starke Ähnlichkeit und der beschränkte Raum des Auftretens dieser Wappen lassen auf Verwandtschaft oder zumindest ein gemeinsames Lehens- oder Dienstverhältnis, in jedem Fall auf ursprüngliche Berührungspunkte zwischen den Geschlechtern schließen. Auch ritterliche Kampfgemeinschaften vereinten sich – etwa auf Kreuzzügen – gelegentlich unter demselben Wappen, was auch in anderen deutschen Regionen vorkam.
Einige wenige Geschlechter (von Bandemer, von Budde, von Gantzkow, von Lockstädt, Sellin, von Zarnow) führen zwar keinen wachsenden Hirschen im oberen Feld, dafür ein vordergründig ähnliches gehörntes Lebe- oder Fabelwesen, das seine Gestalt durch verballhornte Darstellung eines Hirschen erhalten haben mag. Dasselbe gilt für das Geschlecht der von Balgen, die zwar oben einen wachsenden Hirschen, im unteren Schildfeld aber einen leiterähnlichen Gegenstand führten, der einem missverstandenen oder modifizierten Schach ähnelt.
Die einzelnen bislang bekannten Geschlechter bzw. deren Wappen sind folgende

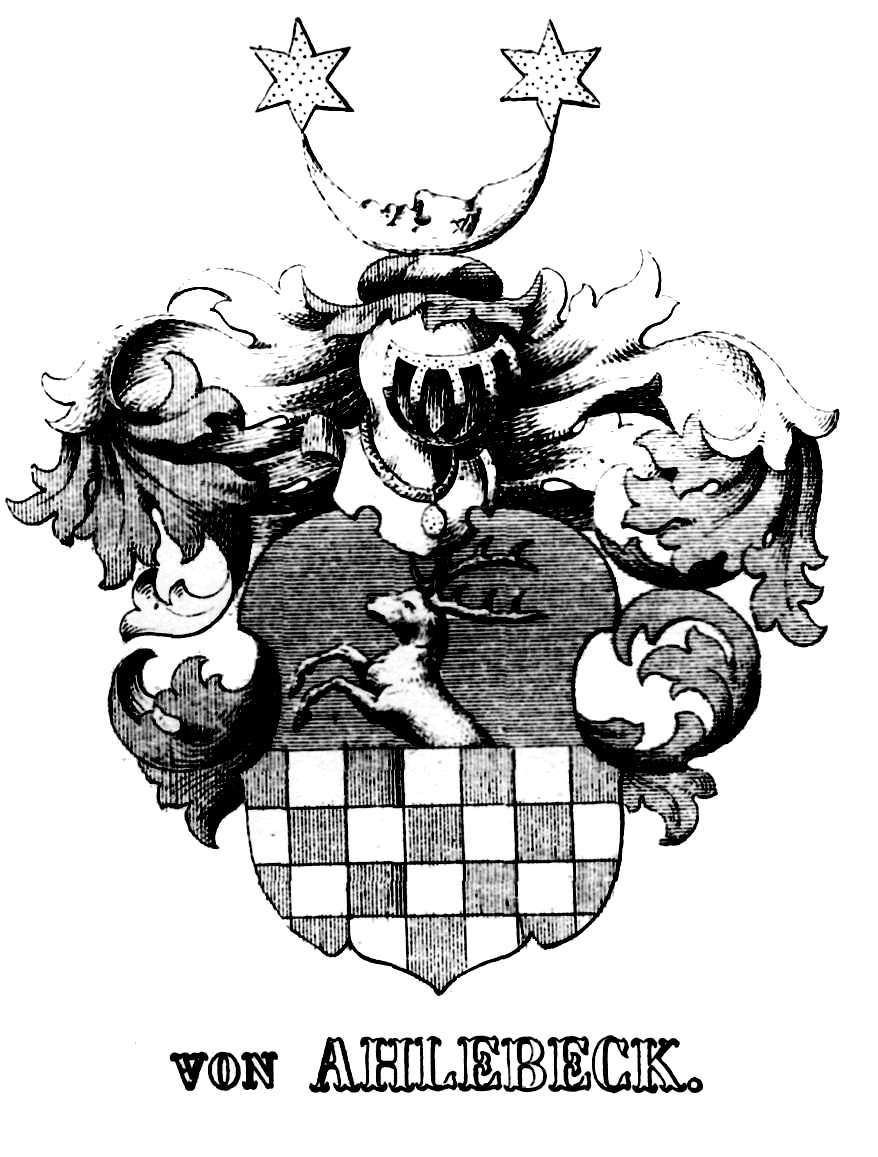
von Ahlebeck
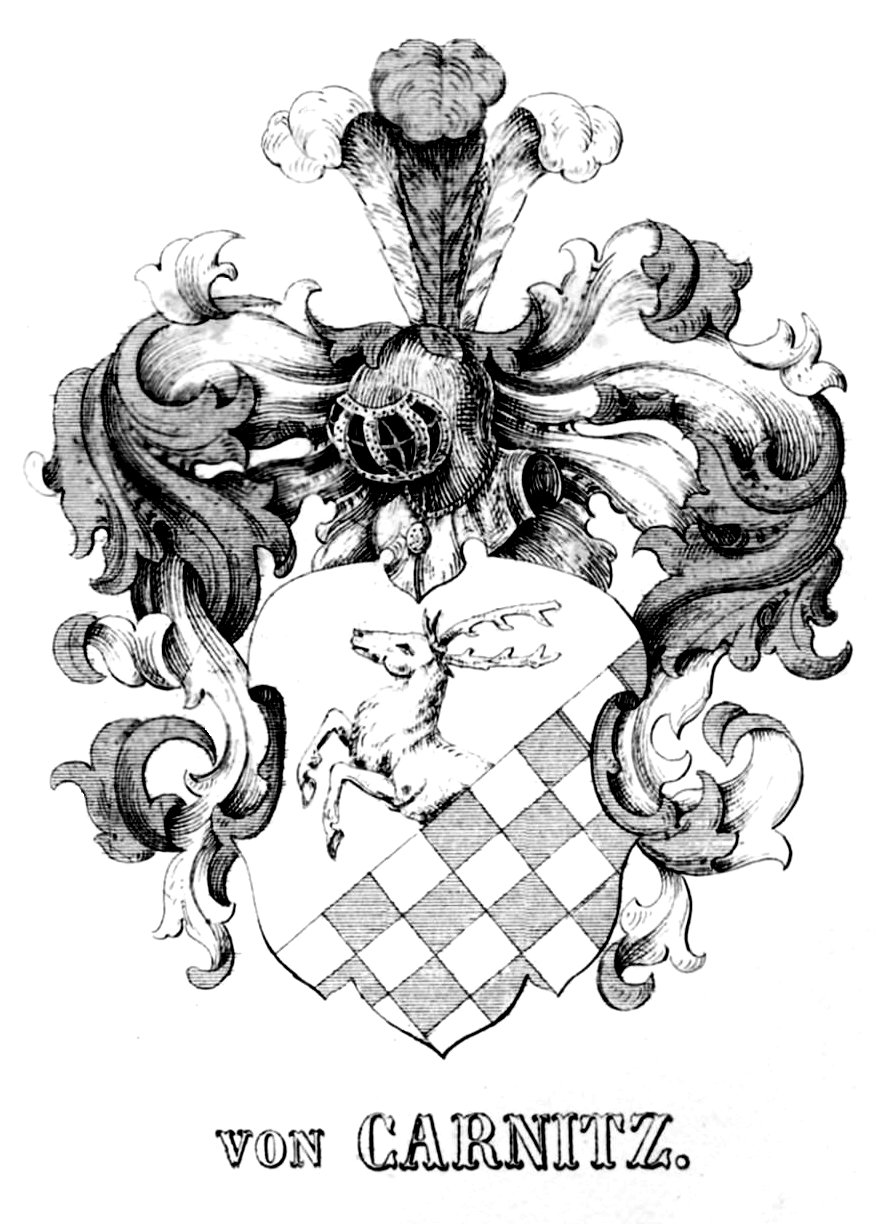
von Carnitz
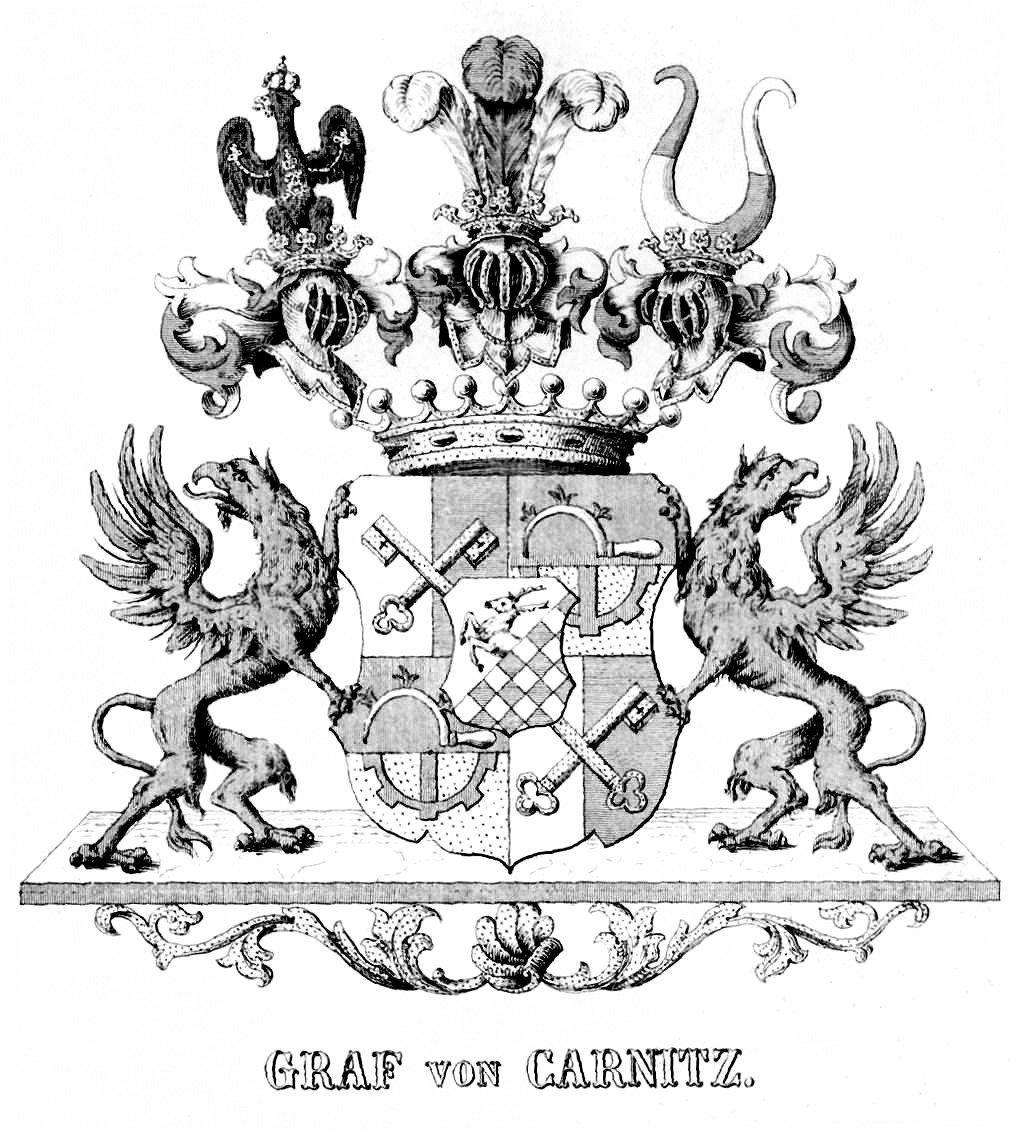
Grafen von Carnitz
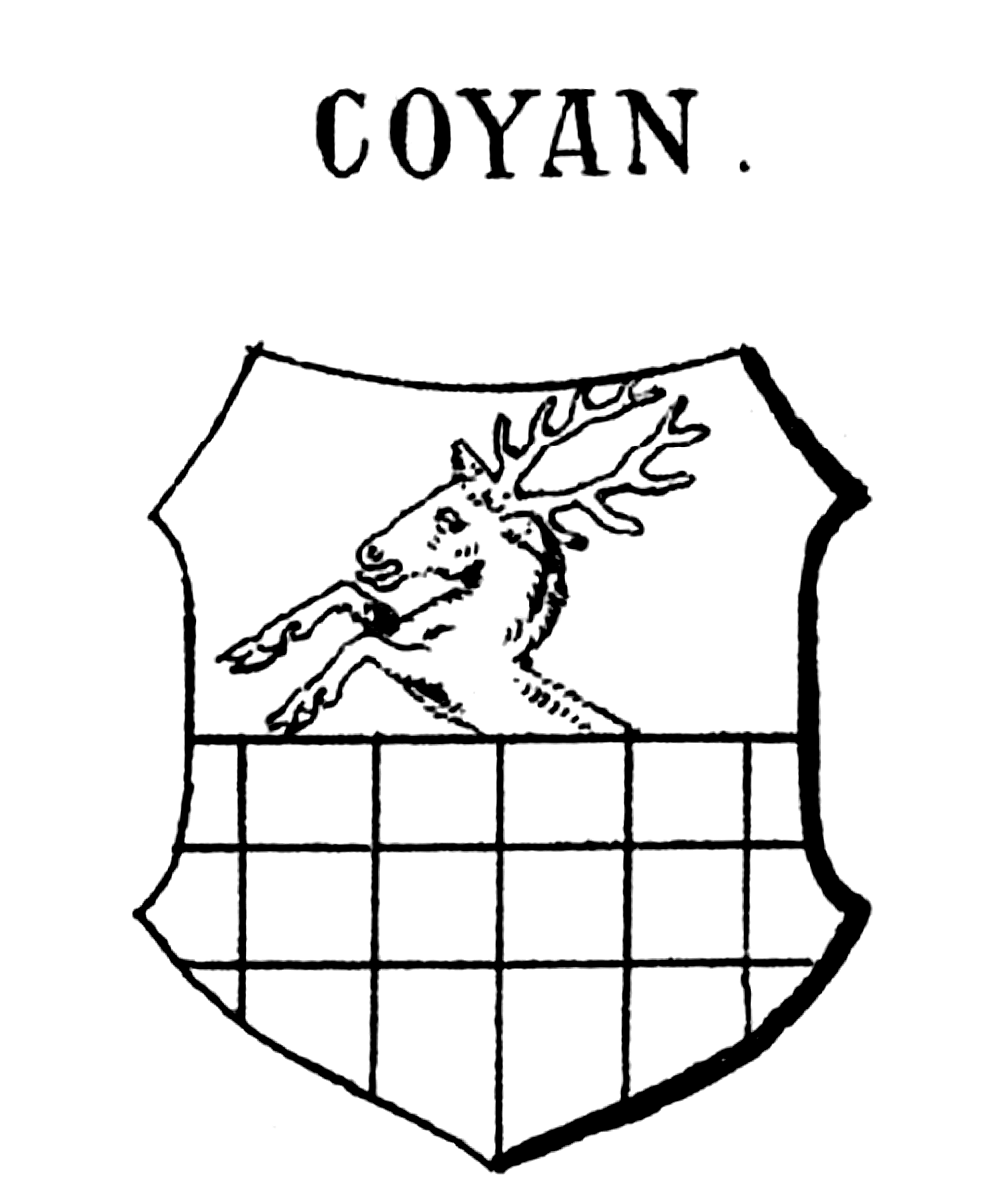
von Coyan (Cayan)
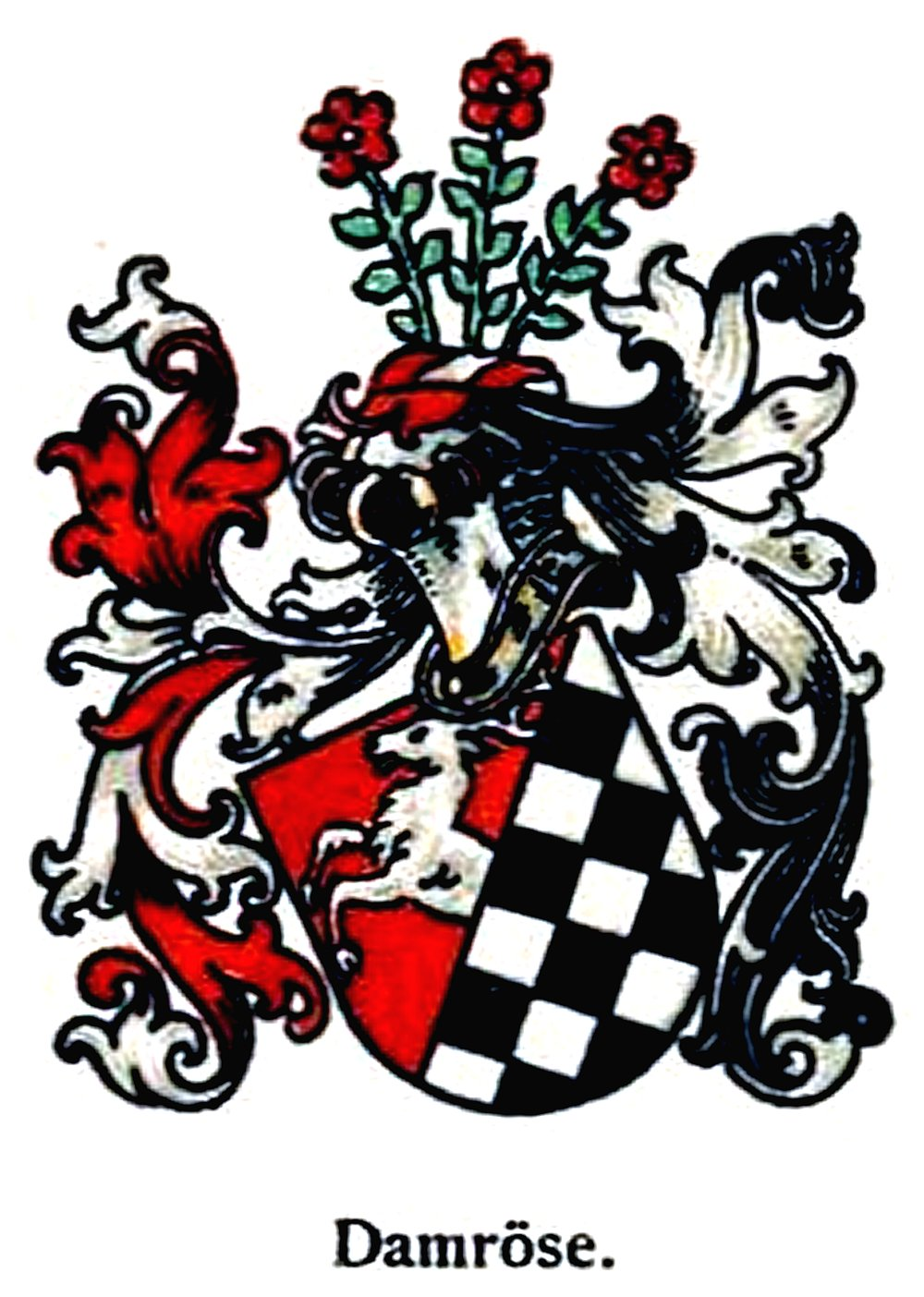
von Dumrese (Damröse)
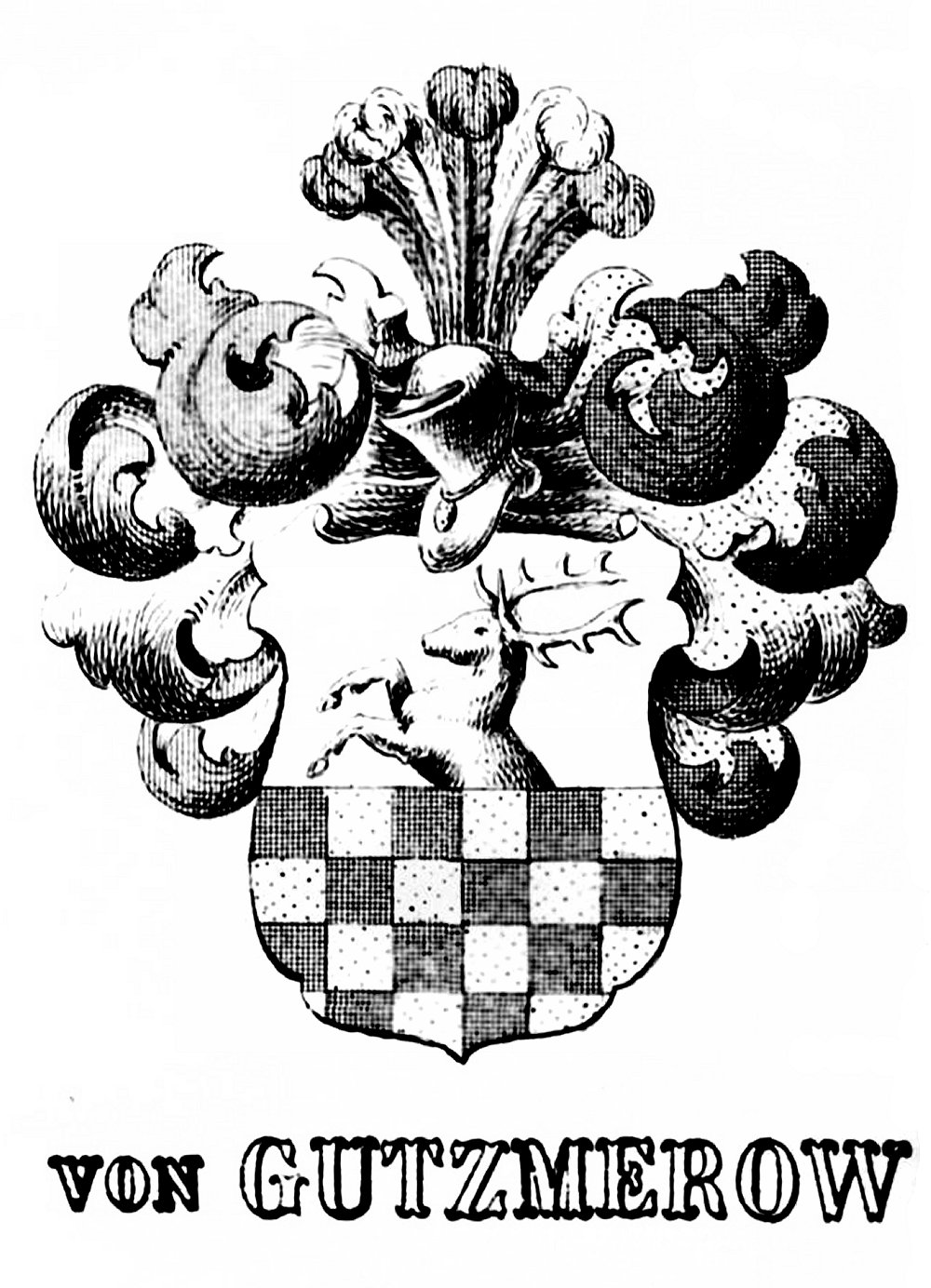
von Gutzmerow
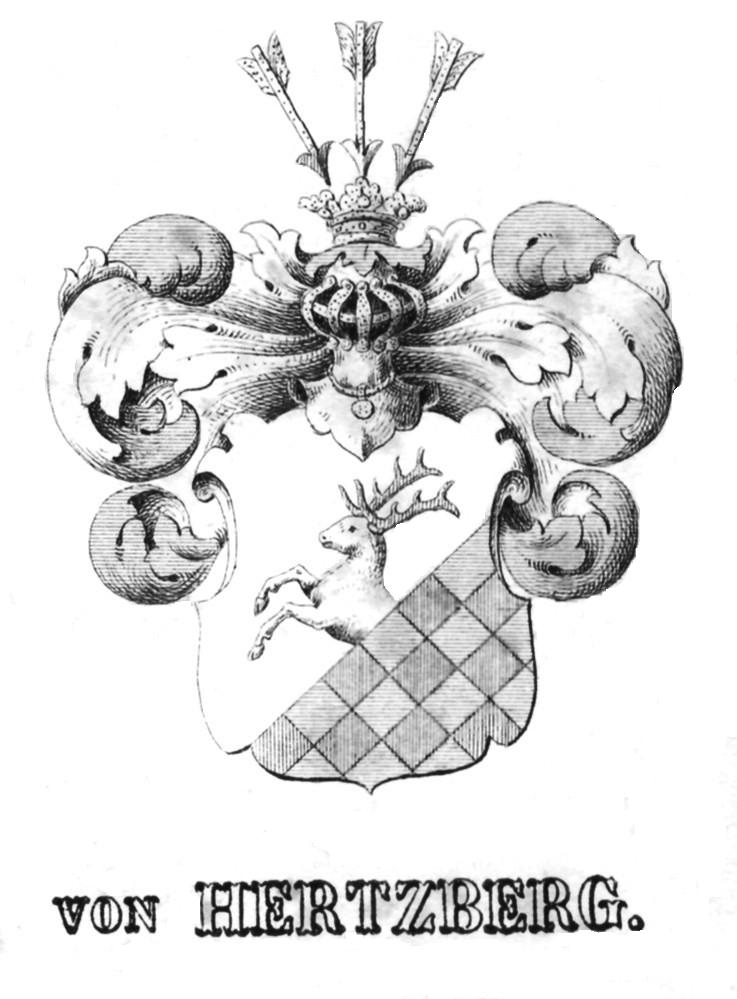
von Hertzberg
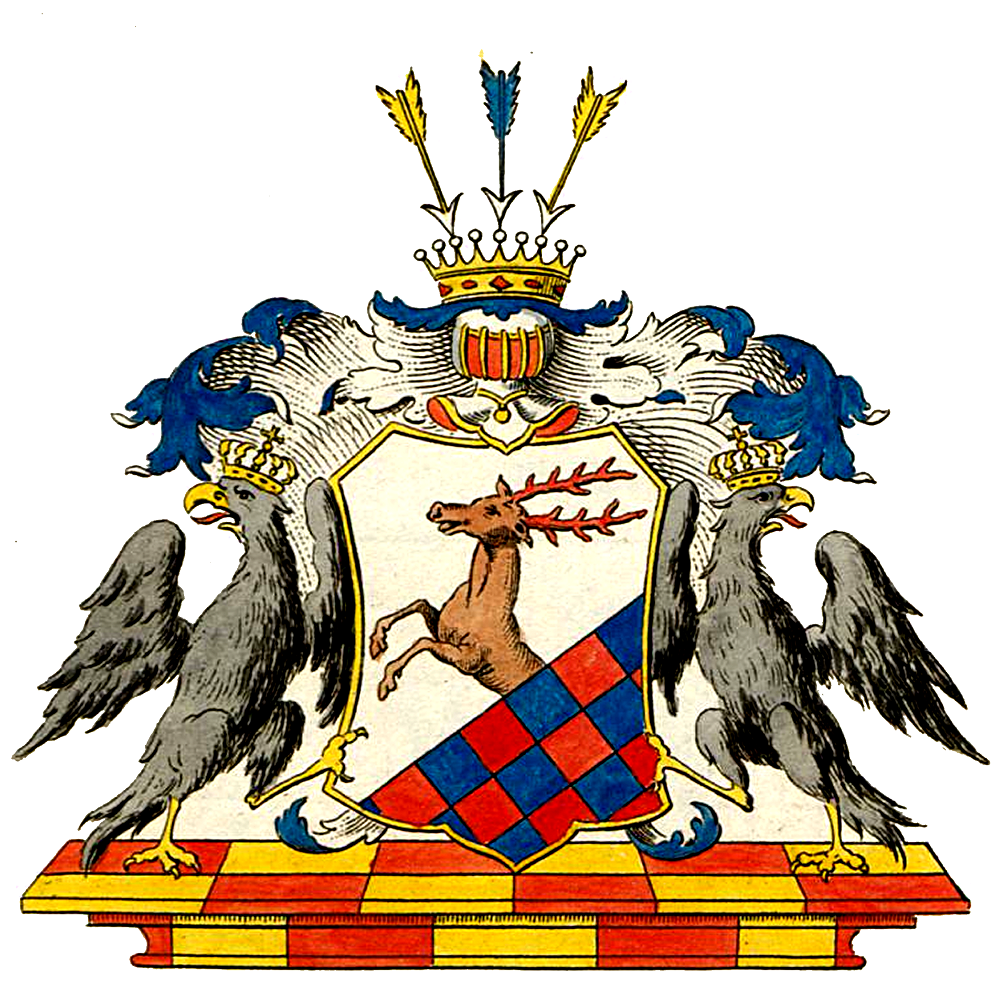
Grafen von Hertzberg
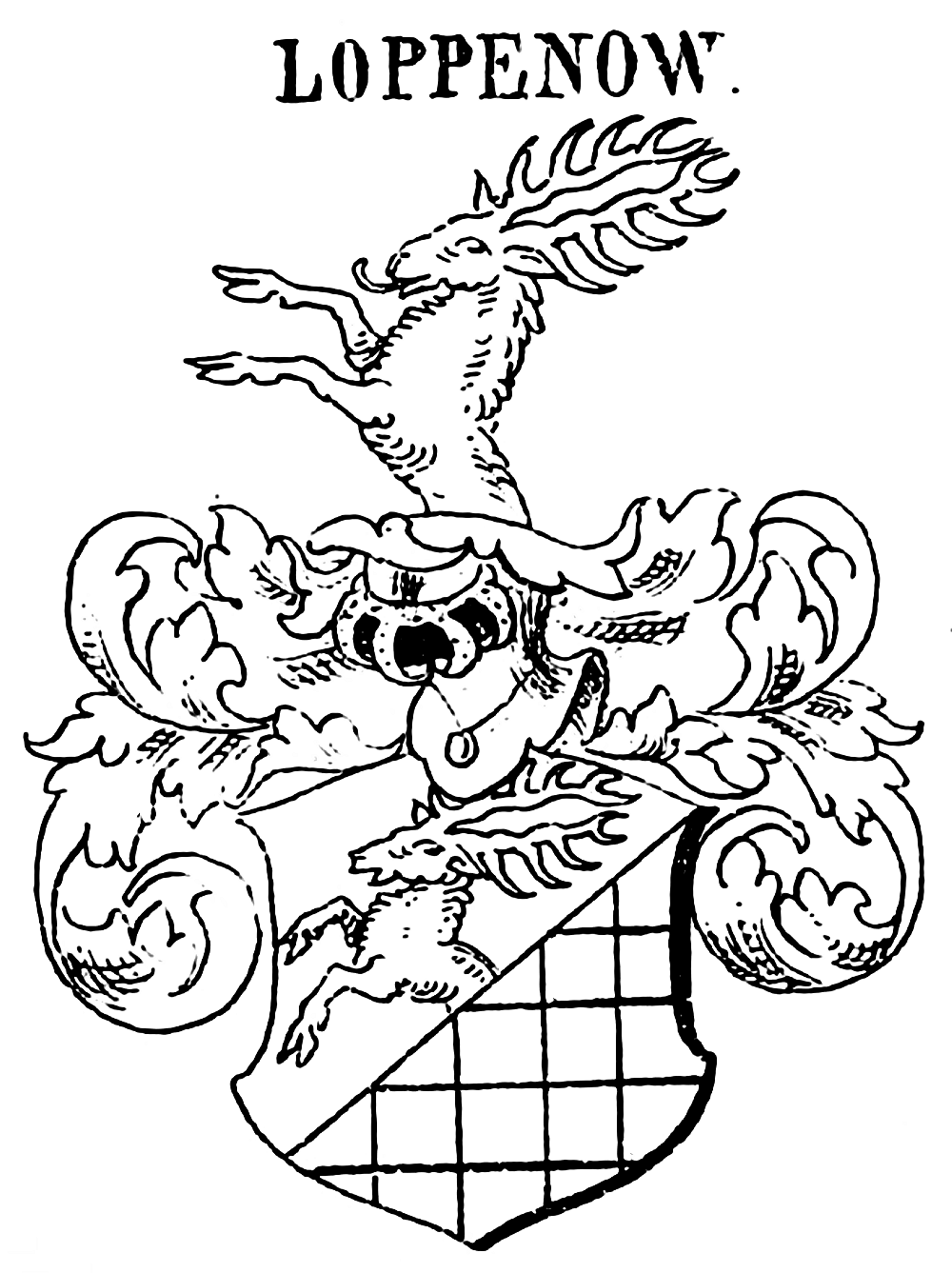
von Loppenow
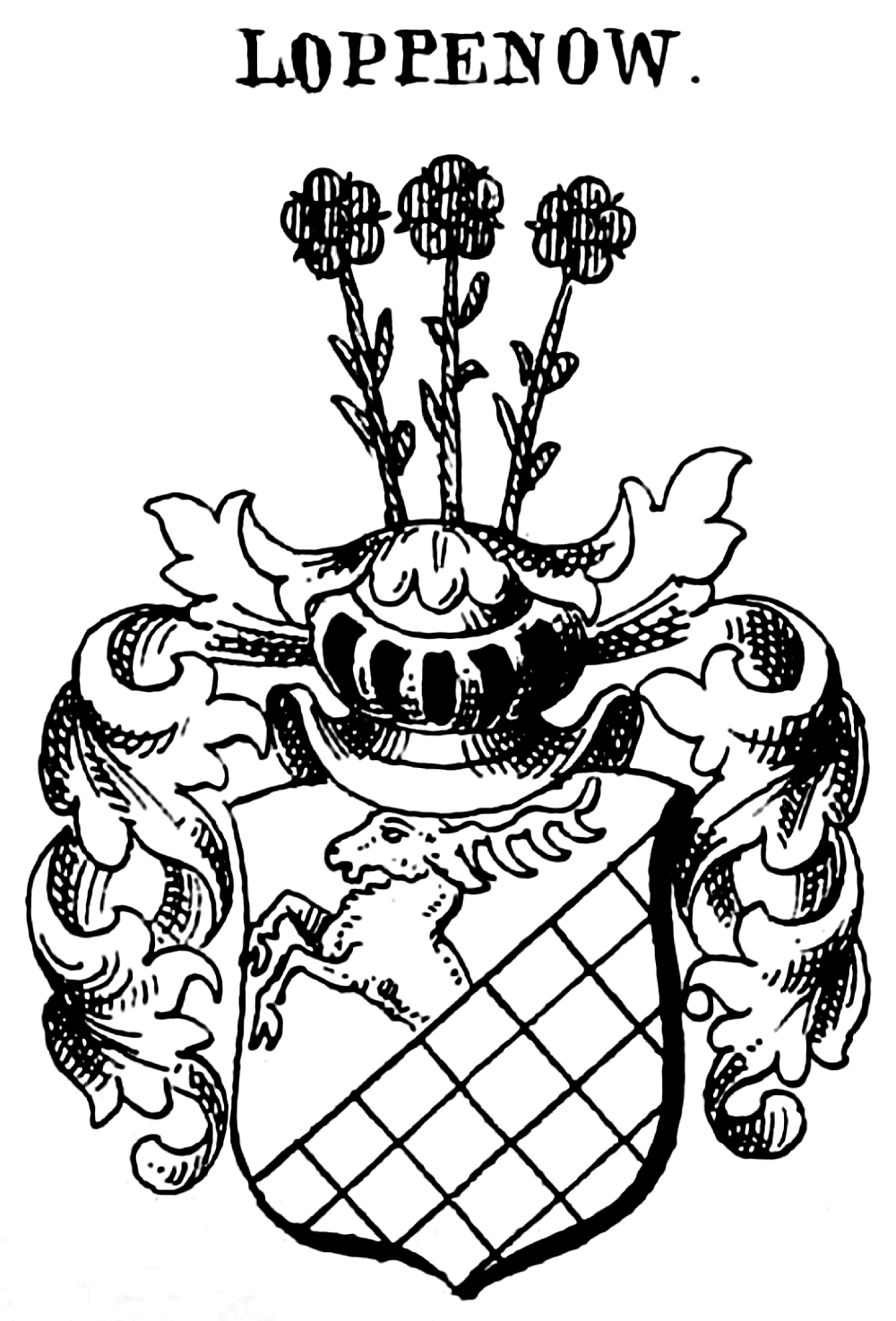
von Loppenow
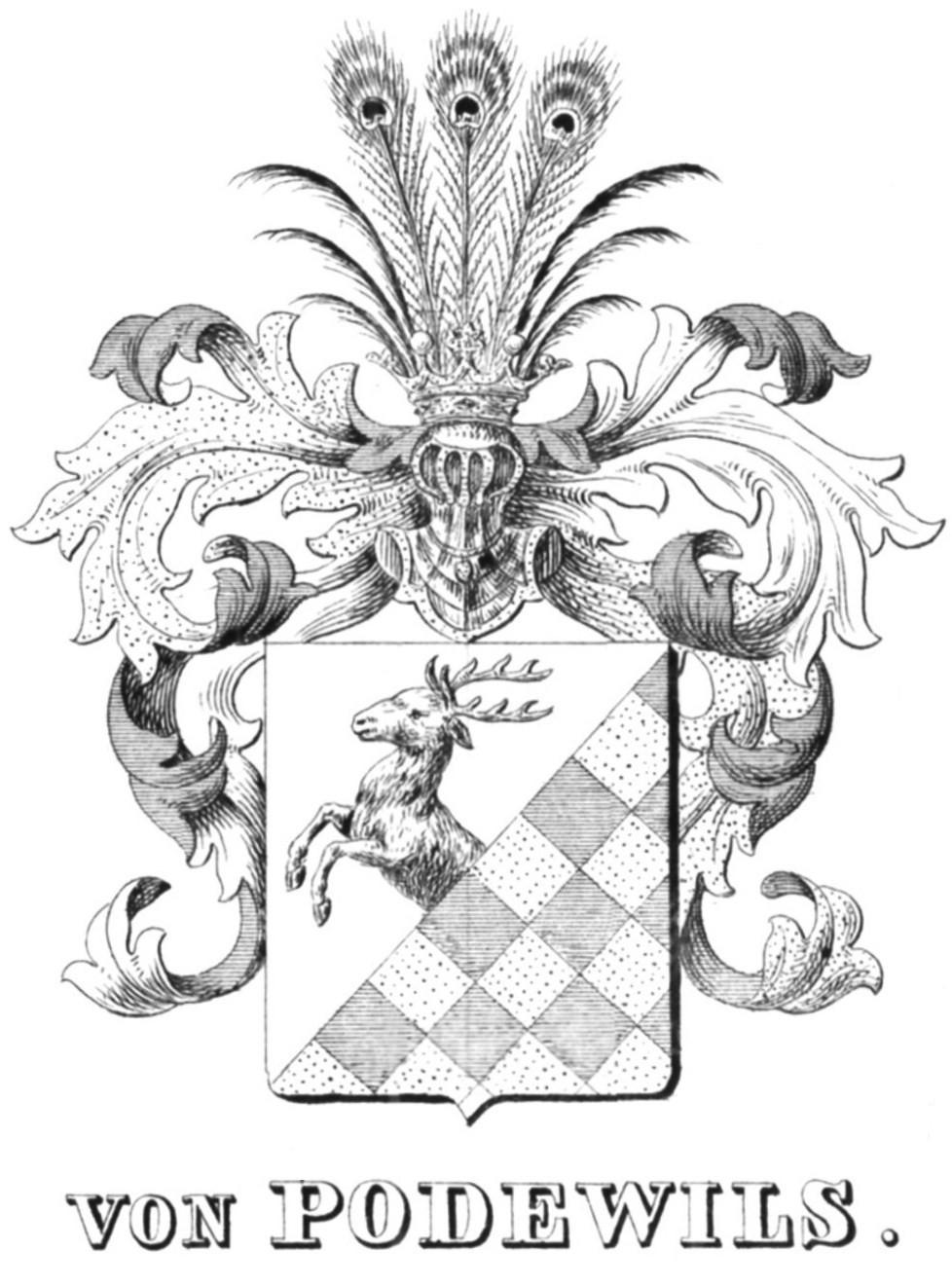
von Podewils
von Podewils
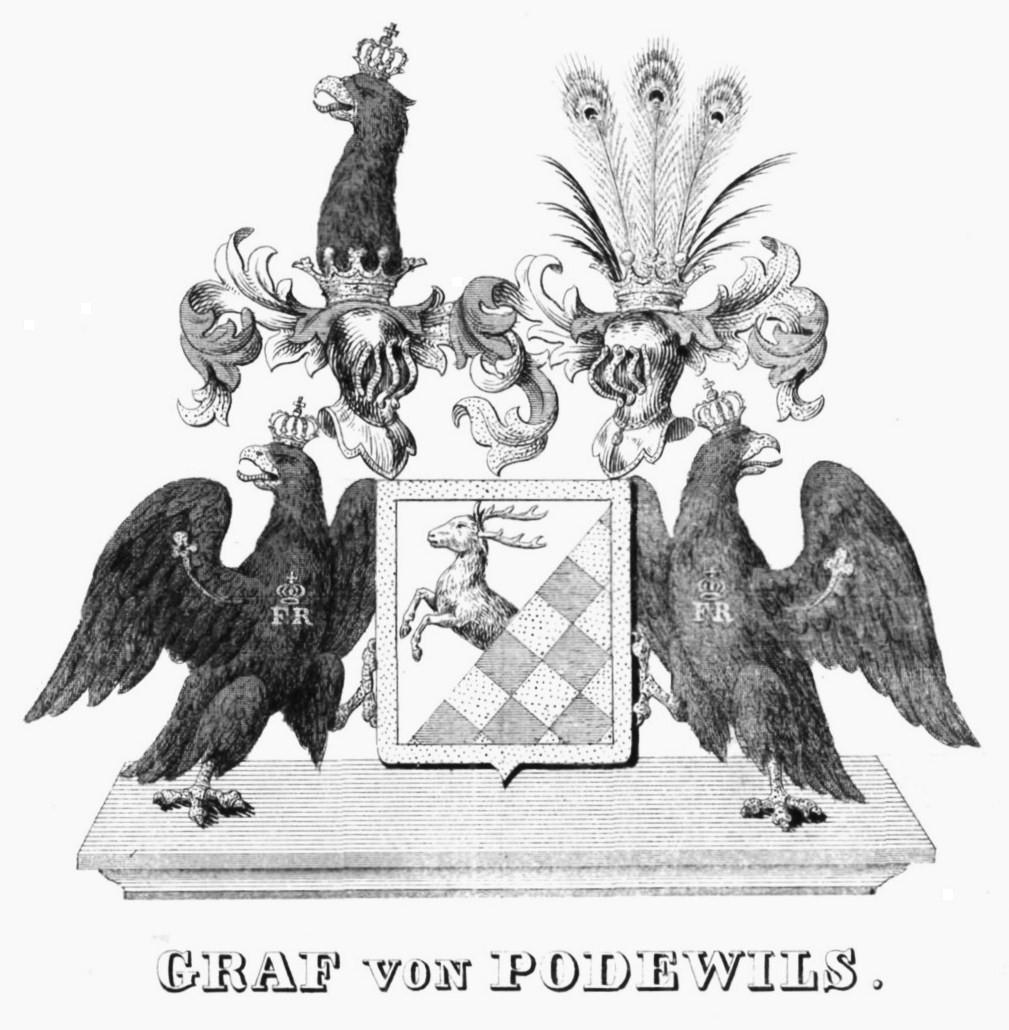
Grafen von Podewils
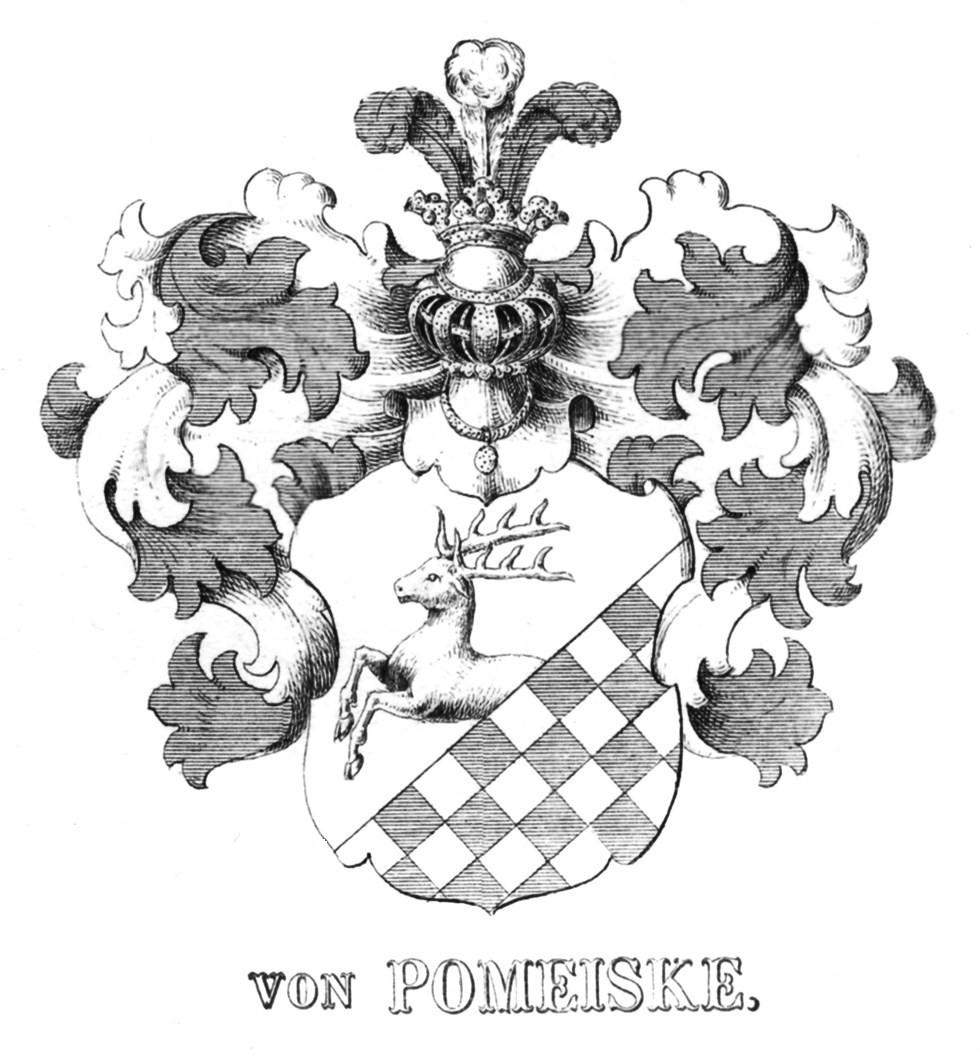
von Pomeiske
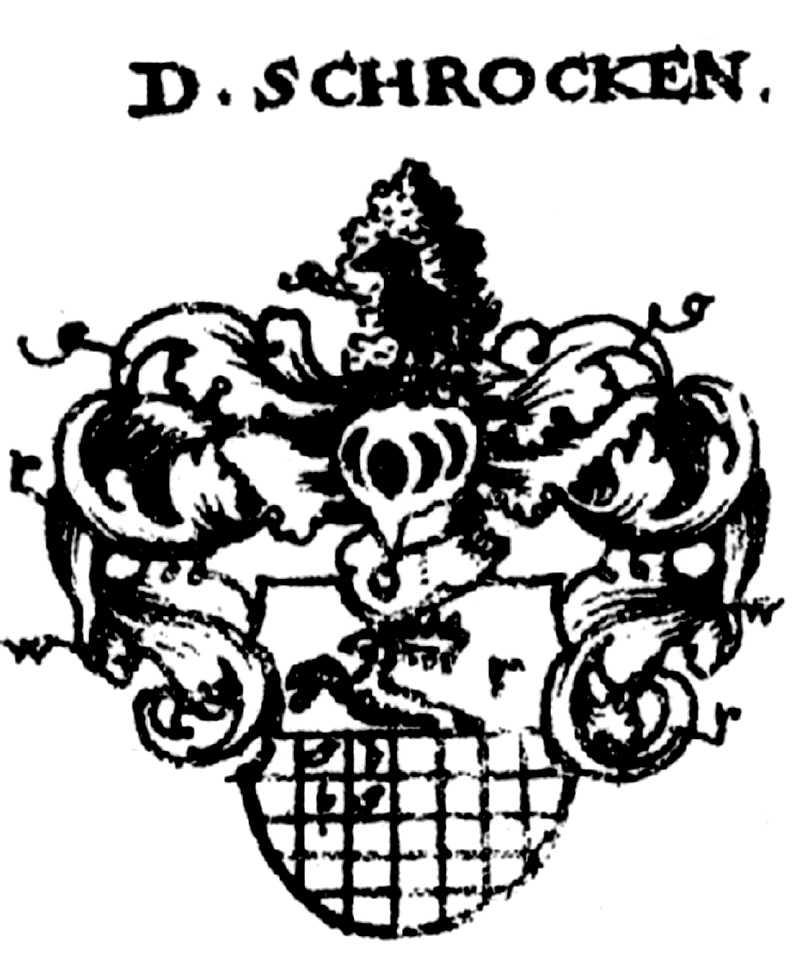
von Schrock
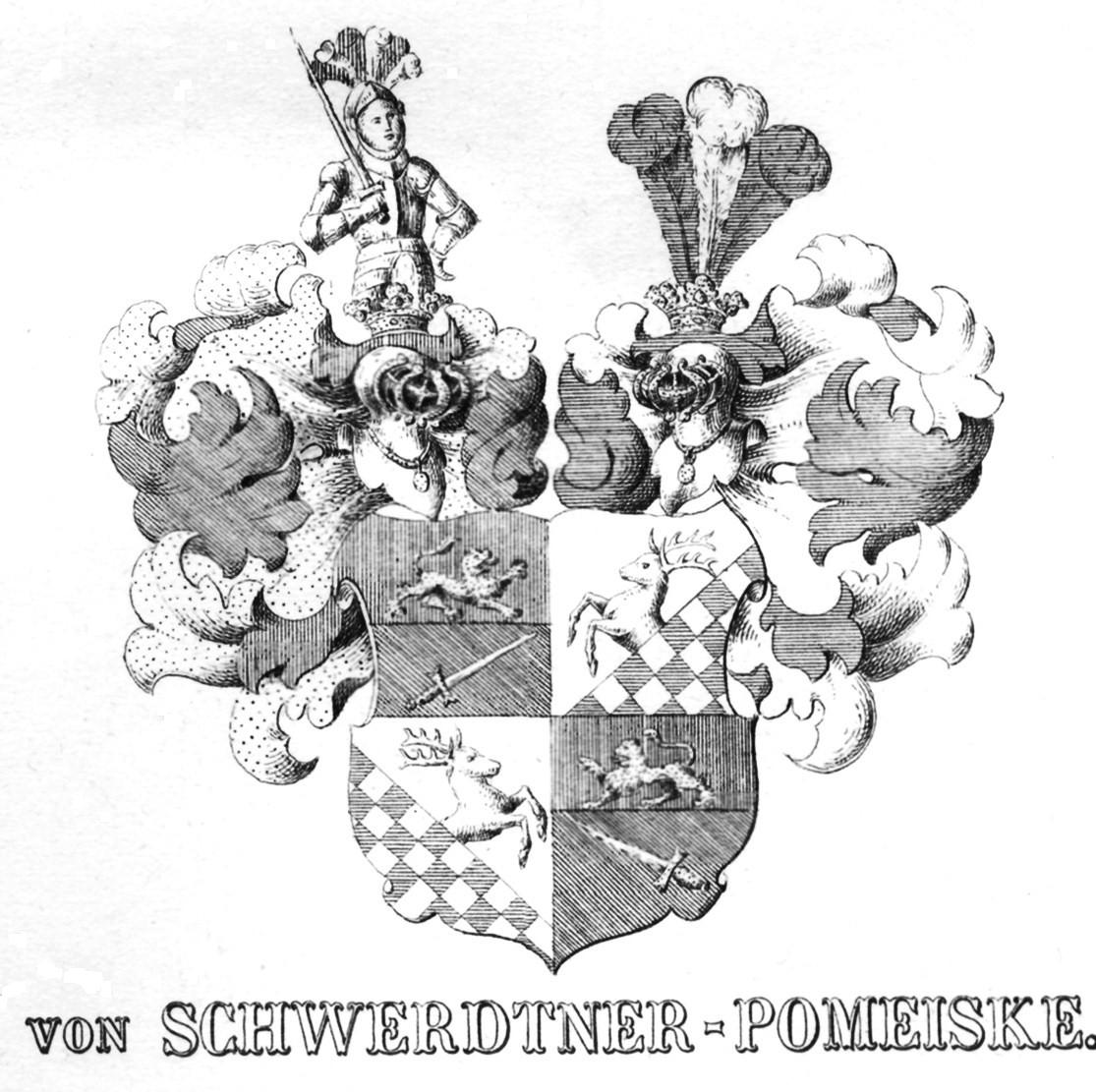
von Schwerdtner-Pomeiske
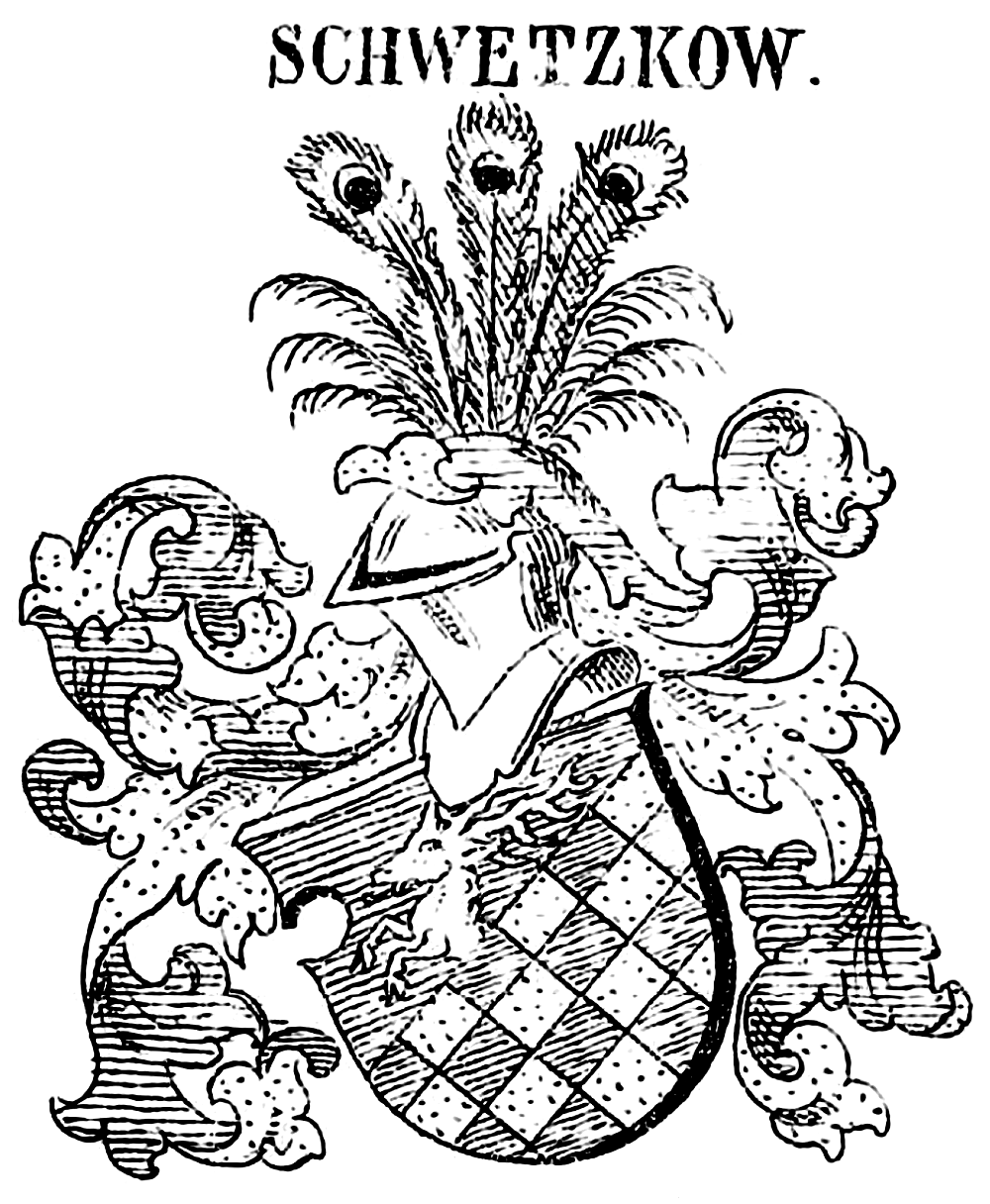
von Schwetzkow zu Schwetzkow
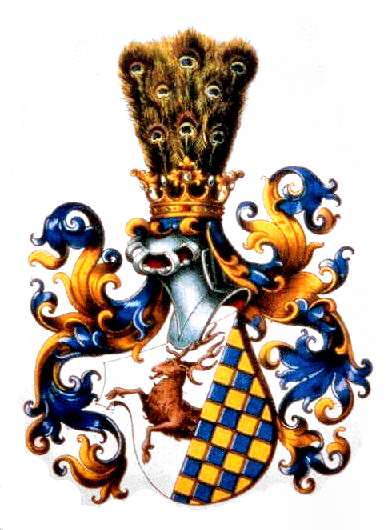
von Stojentin
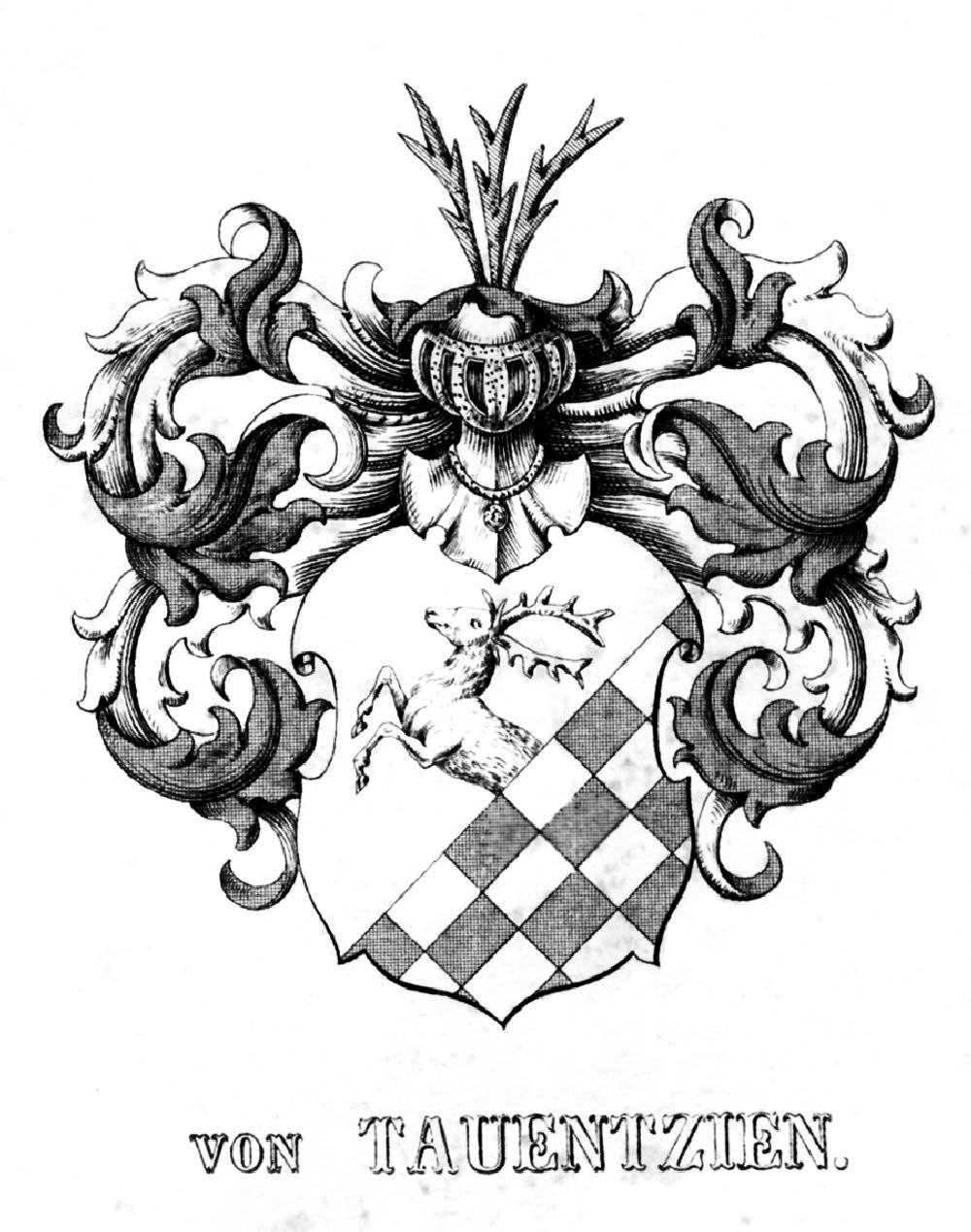
von Tauentzien
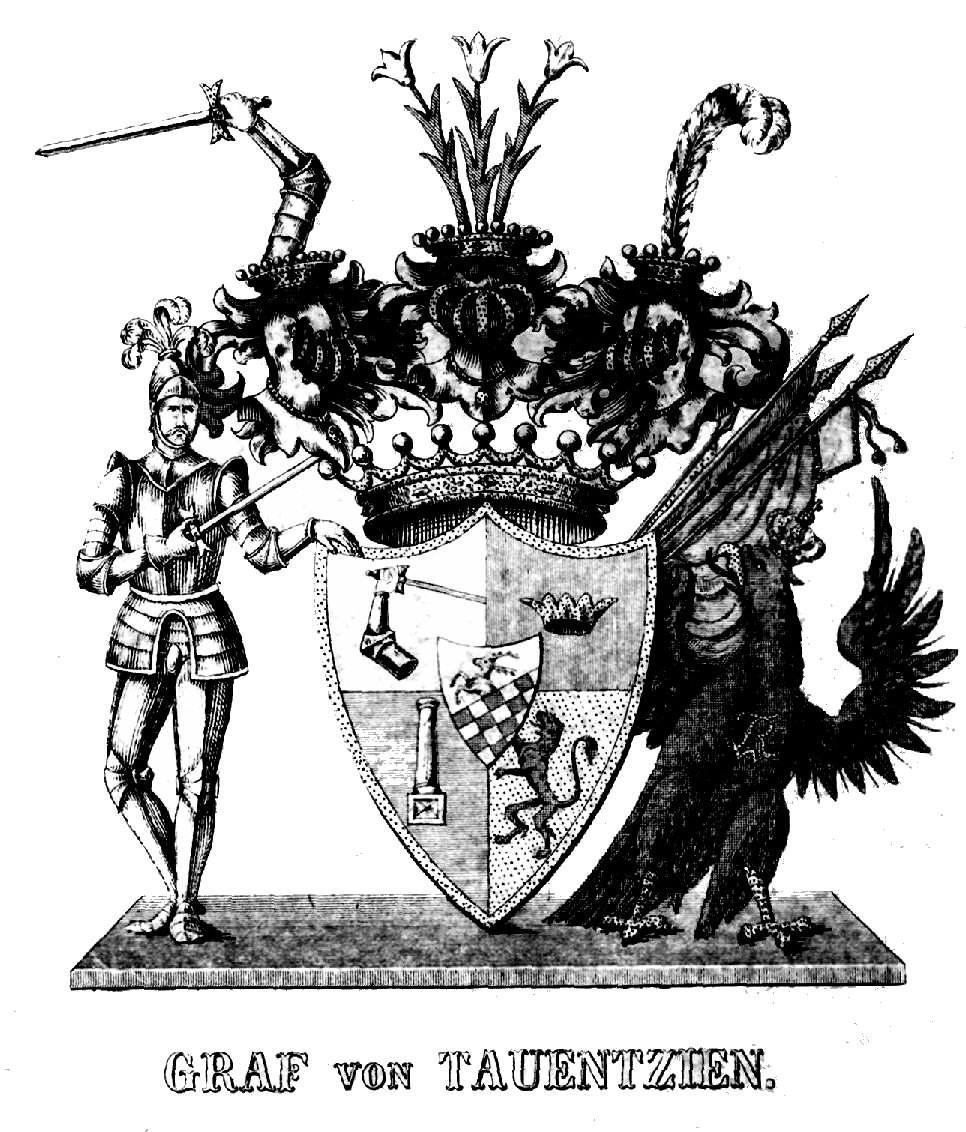
Grafen von Tauentzien
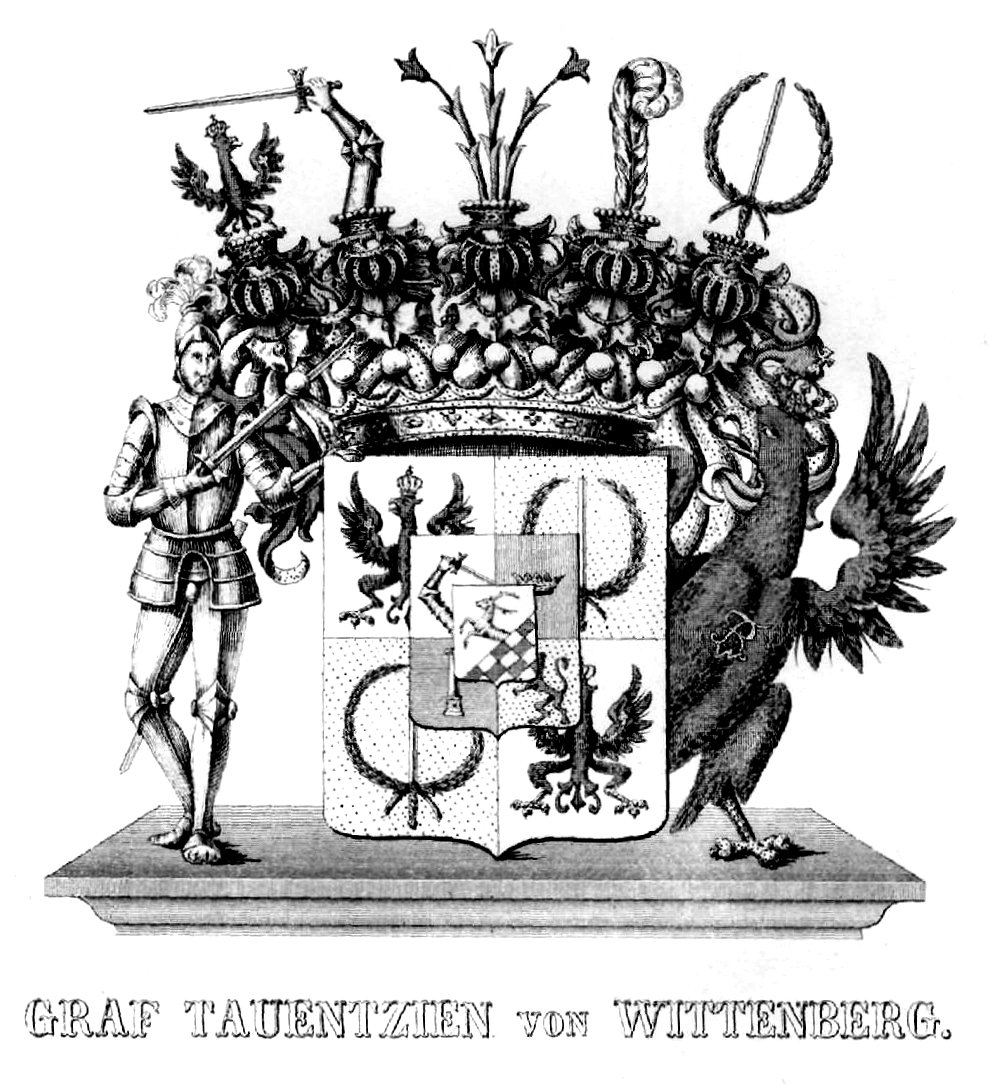
Grafen Tauentzien von Wittenberg
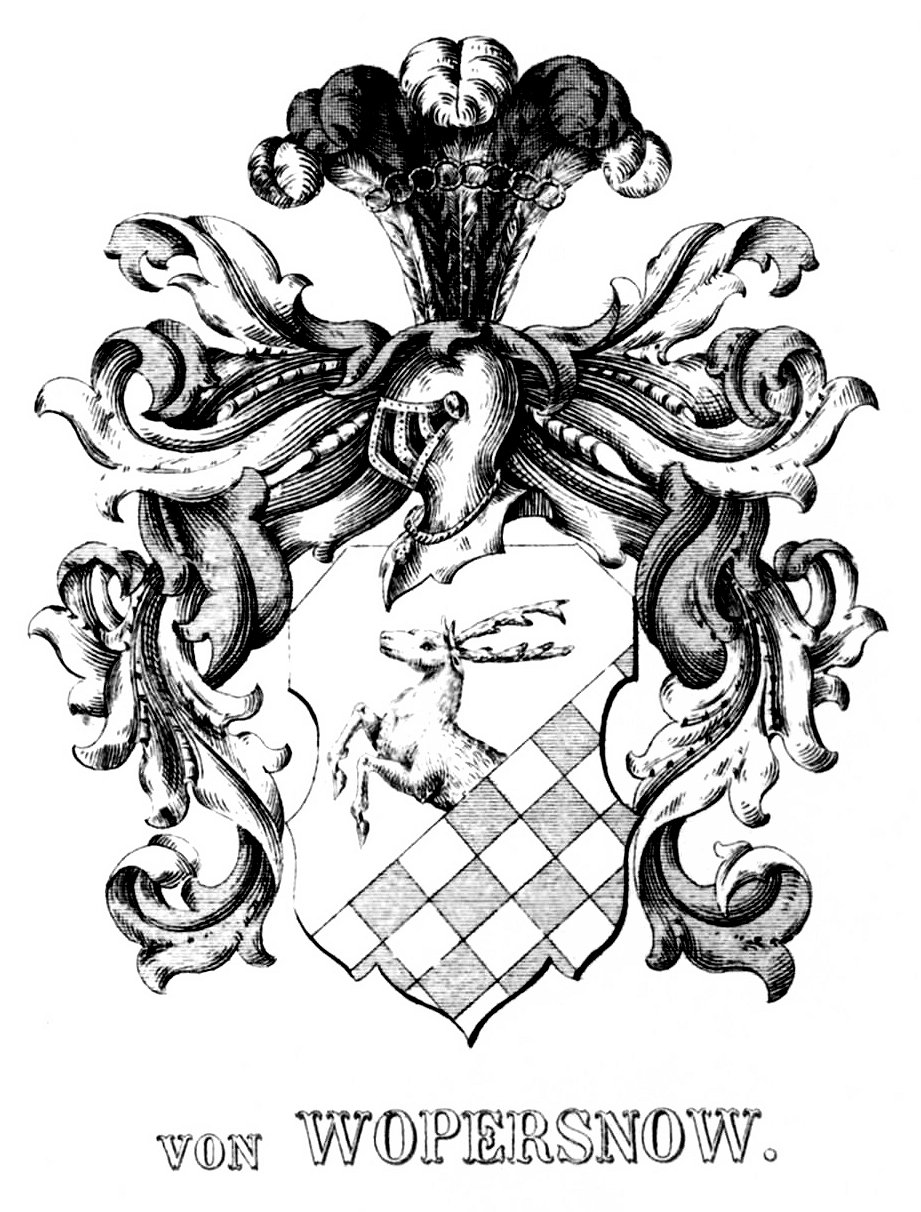
von Wopersnow
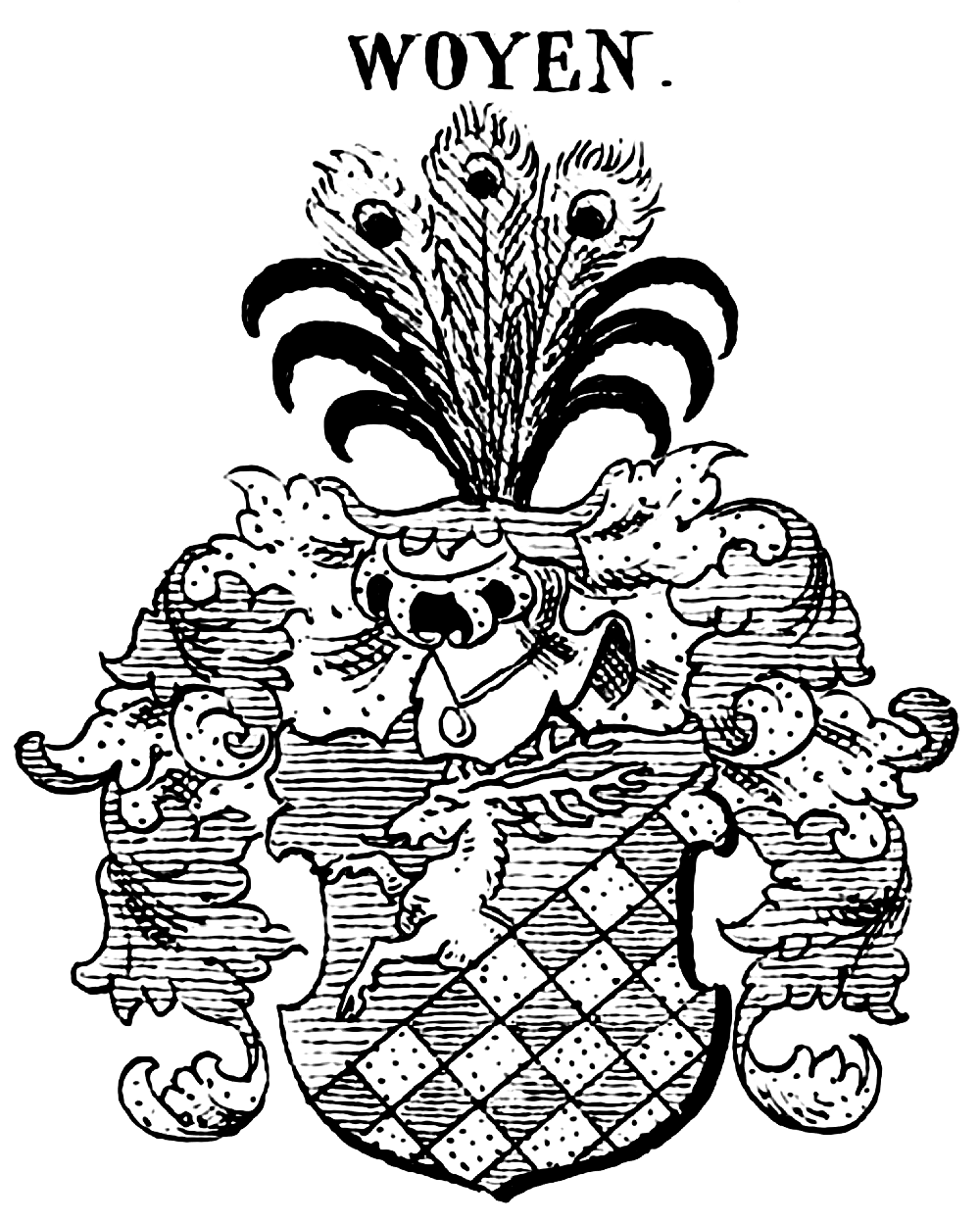
von Woyen

Des Weiteren führen auch die pommerschen Adelsgeschlechter von Gantzel und von Glinden einen aus einem Schach hervorspringenden Hirschen im Schild:
Noch weiterhin führen nachstehende Geschlechter gleicher Provenienz ein sehr ähnliches Wappen

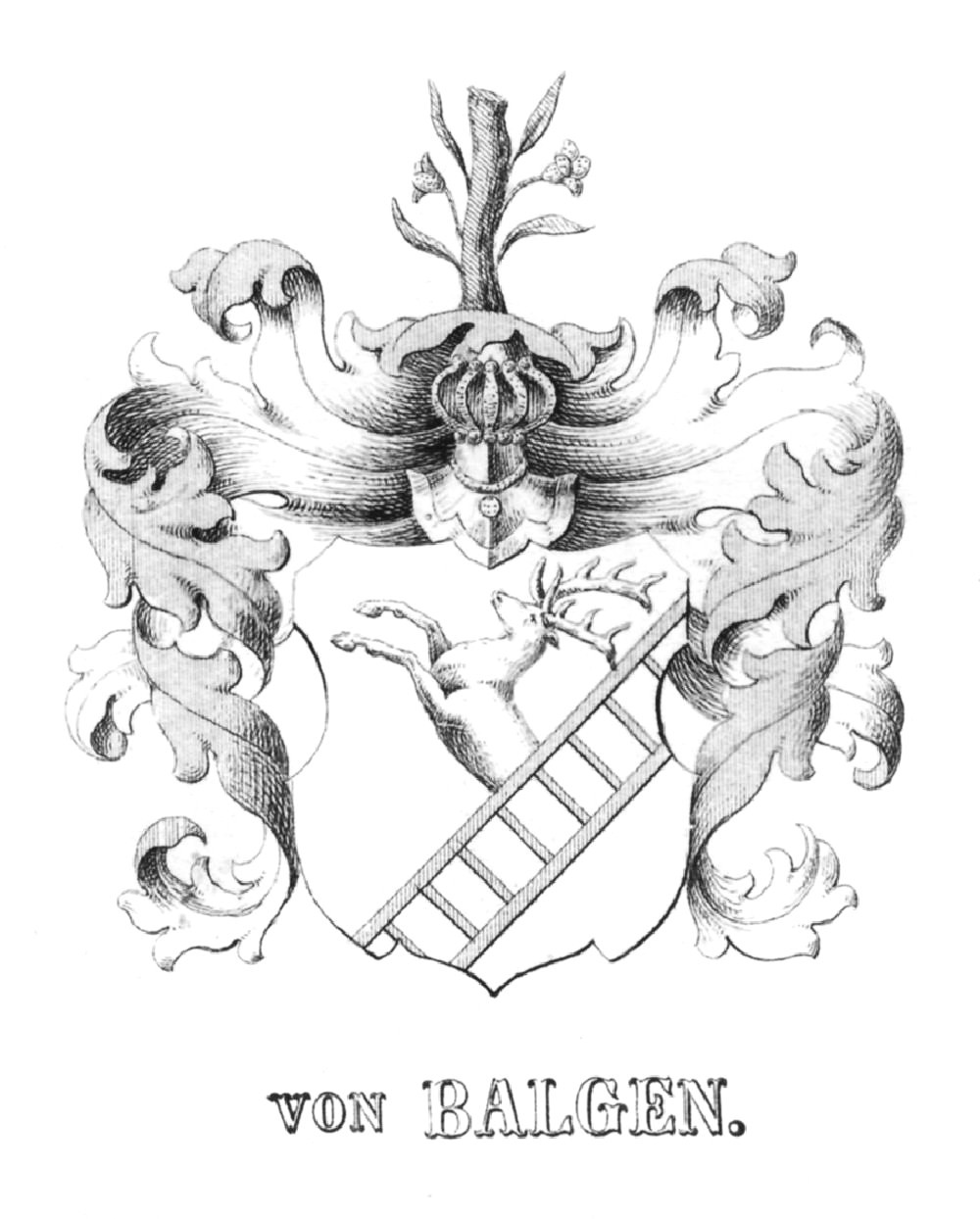
von Balgen (hervorspringender Hirsch, aus Leiter)
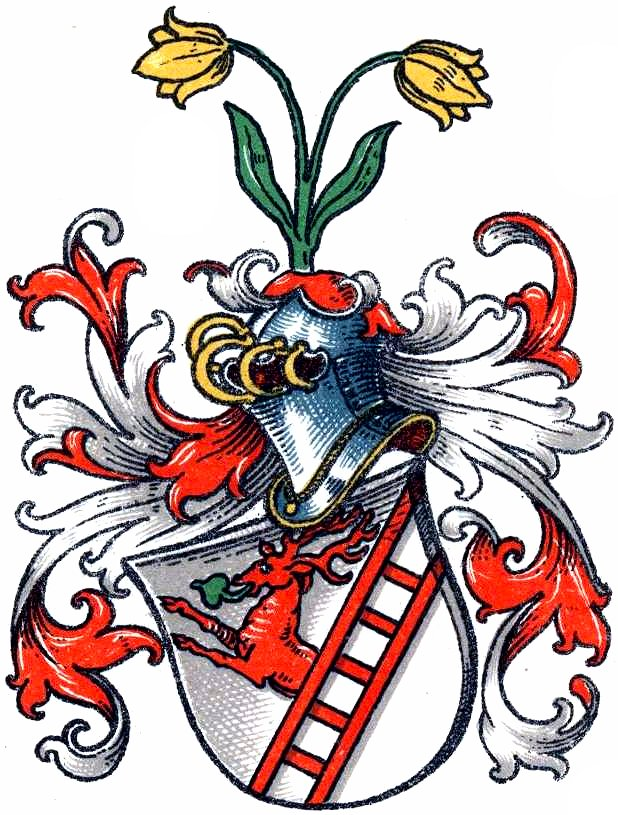
von Balgen im Wappenbuch des westfälischen Adels
von Bandemer (hervorspringender Stier, aus Schach)
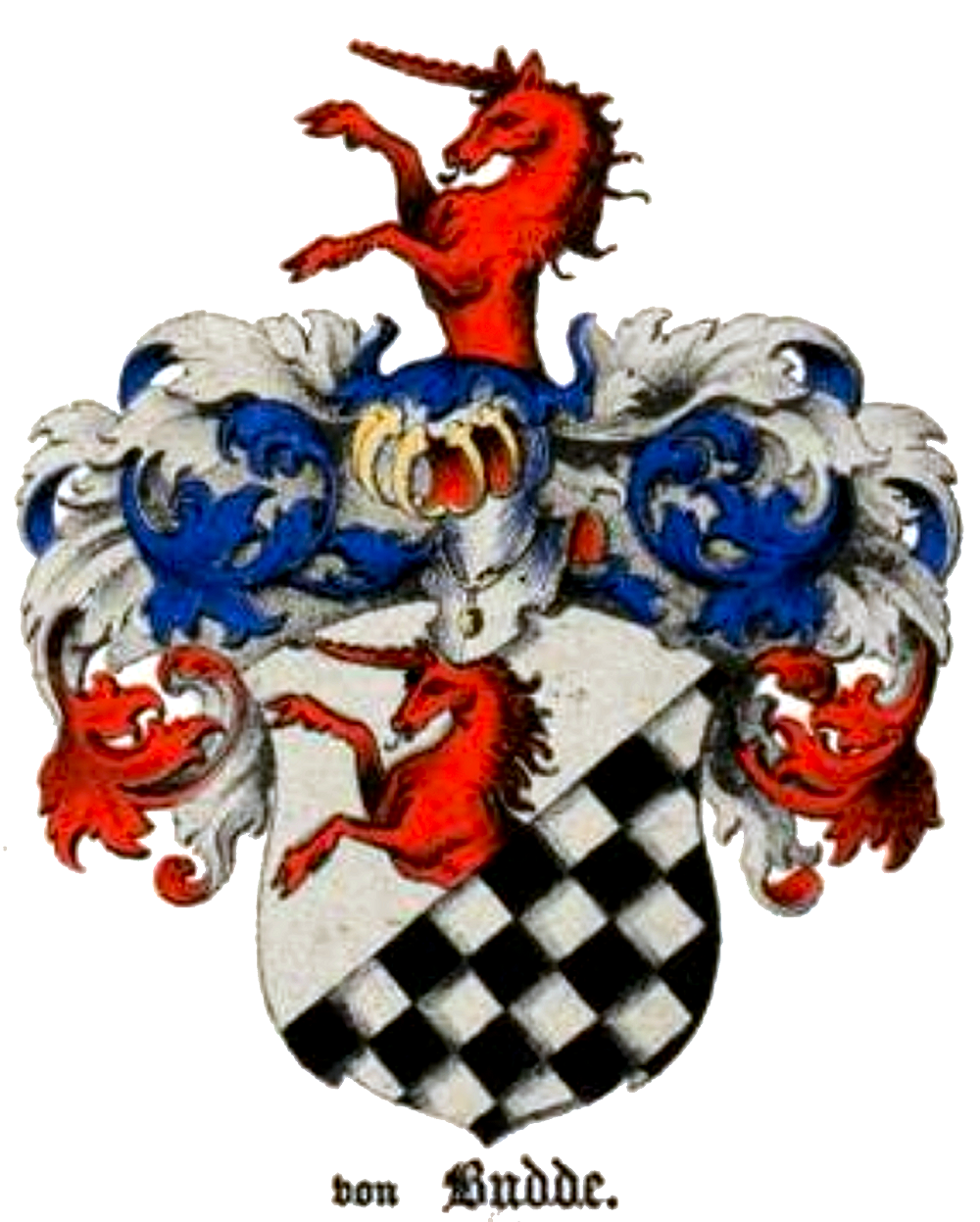
von Budde (hervorspringendes Einhorn, aus Schach)
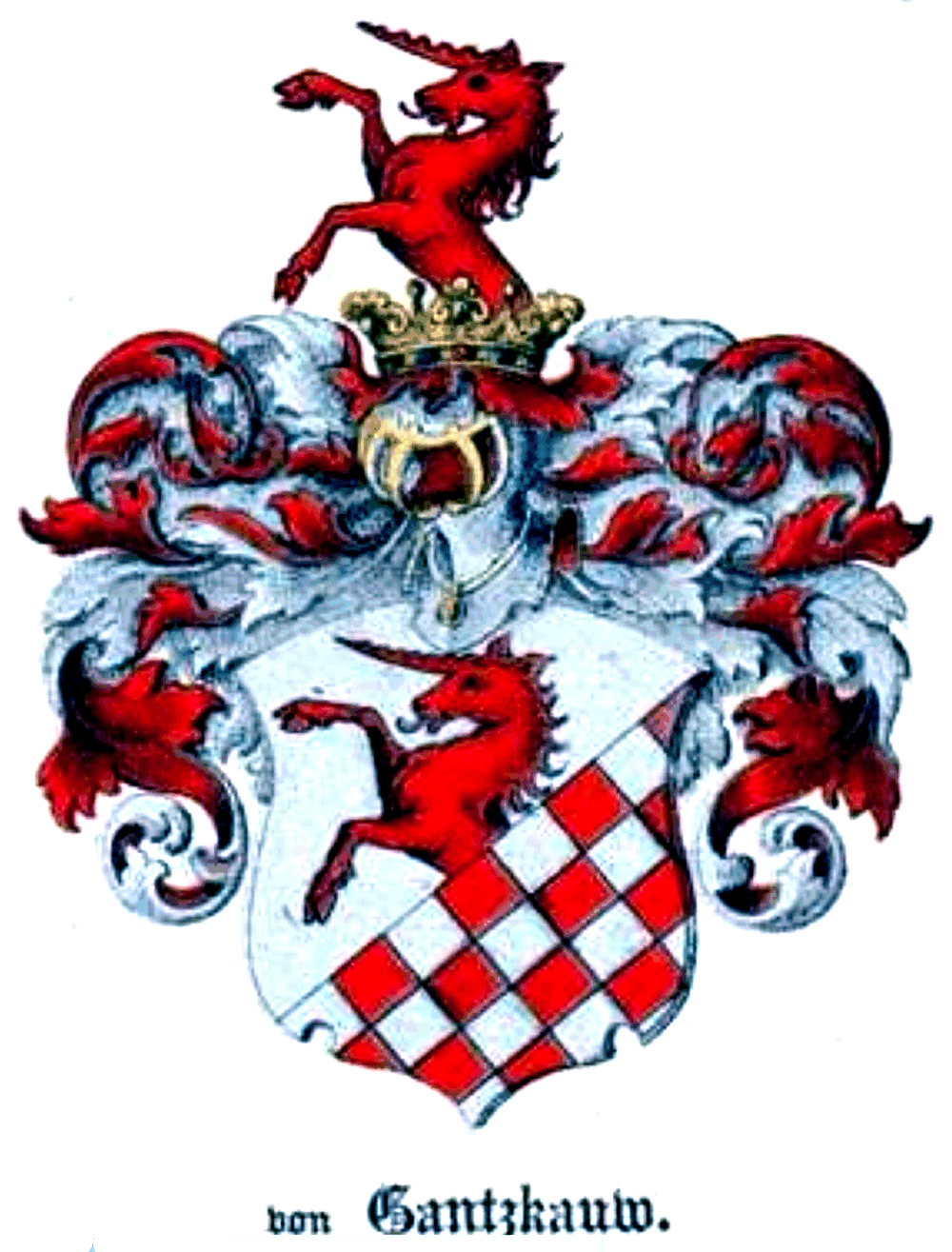
von Gantzkow (hervorspringendes Einhorn, aus Schach)
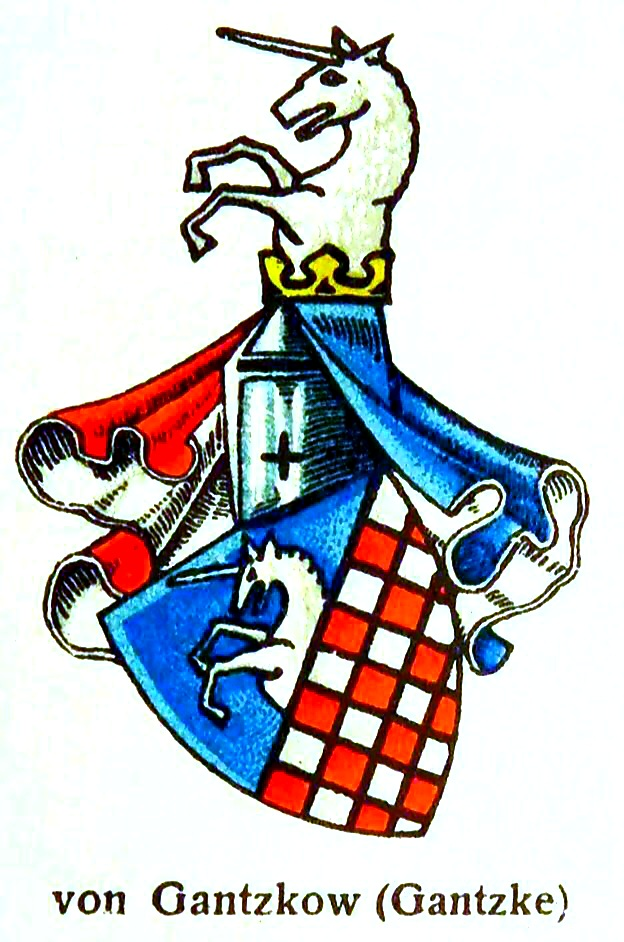
Linie Sellin (hervorspringendes Einhorn, aus Schach)
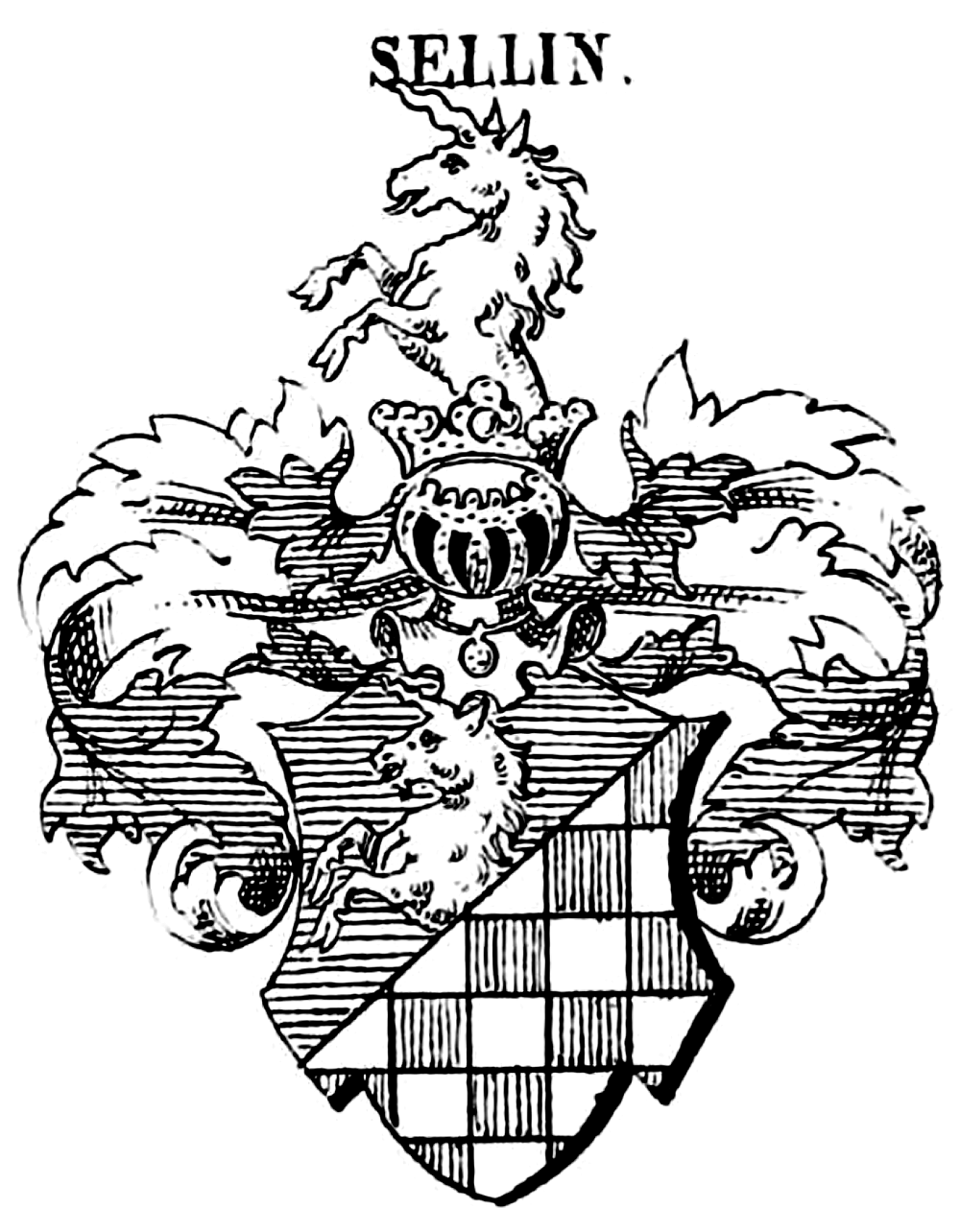
von Sellin (hervorspringendes Einhorn, aus Schach)
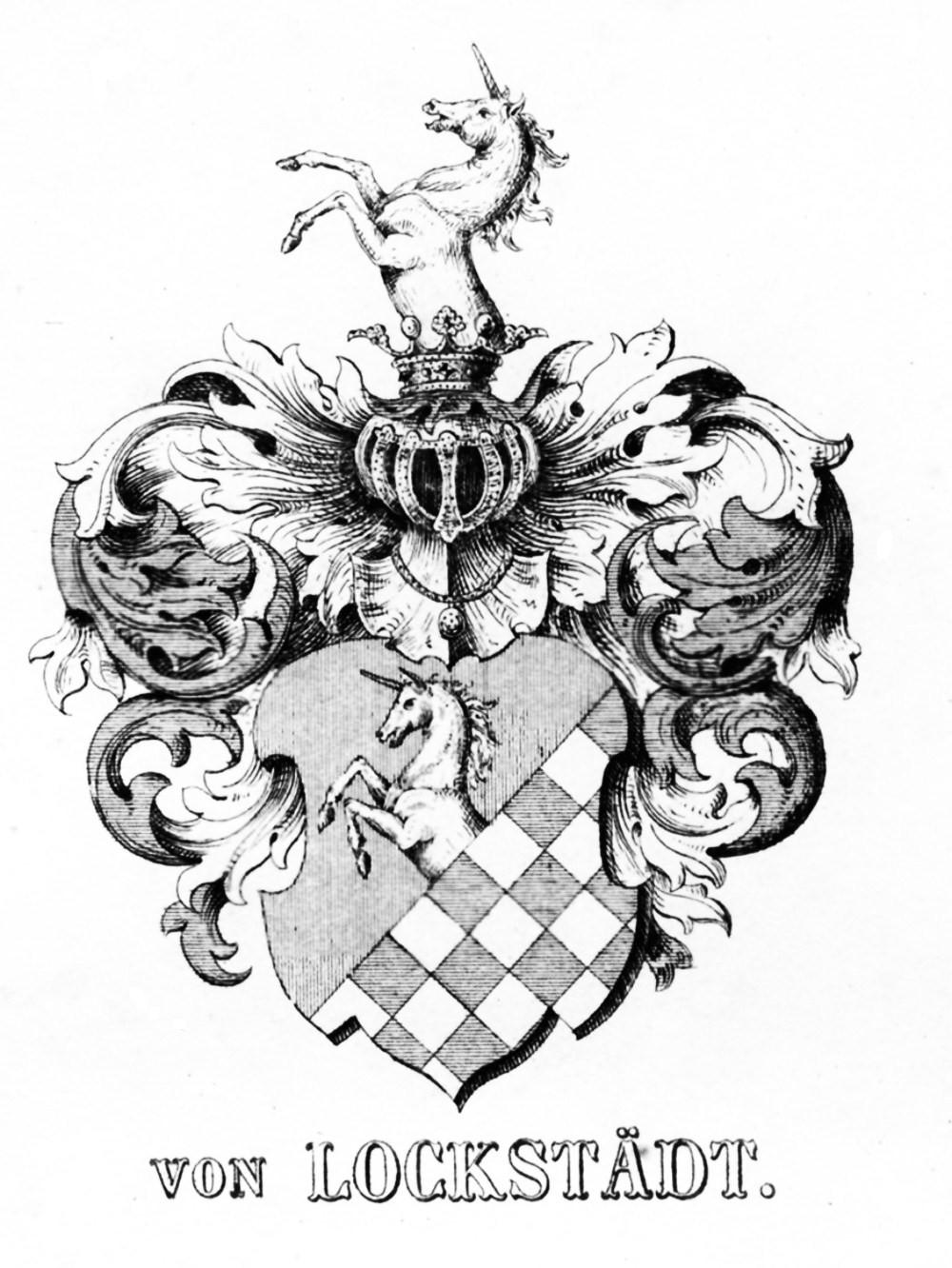
von Lockstädt (hervorspringendes Einhorn, aus Schach)
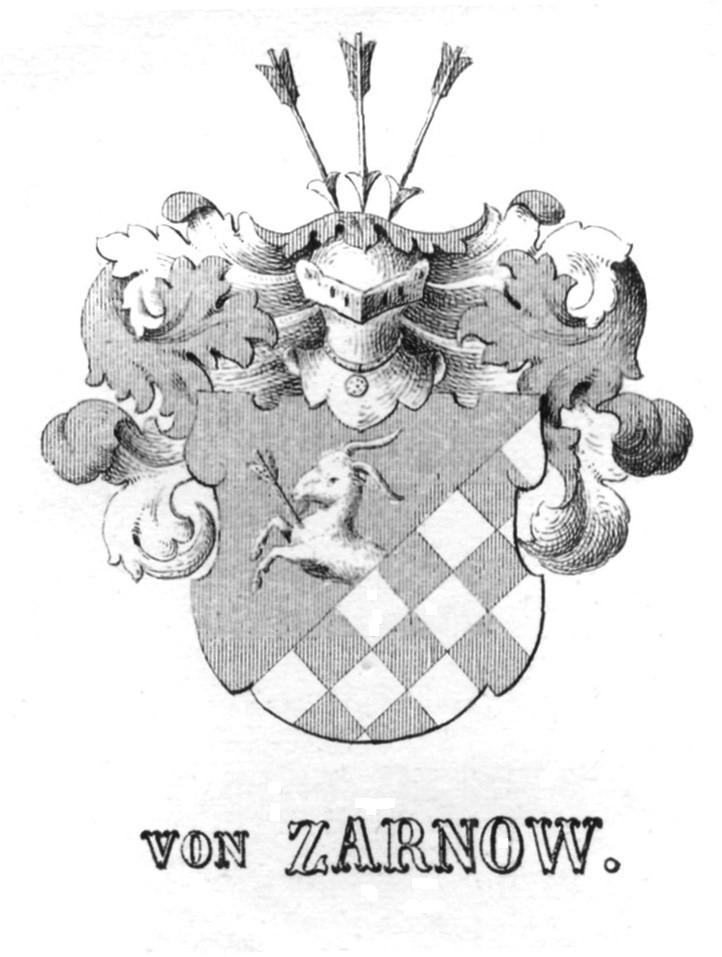
von Zarnow (hervorspringender Ziegenbock, aus Schach)

Noch weiterhin führen nachstehende Geschlechter ferner Provenienz ein sehr ähnliches Wappen

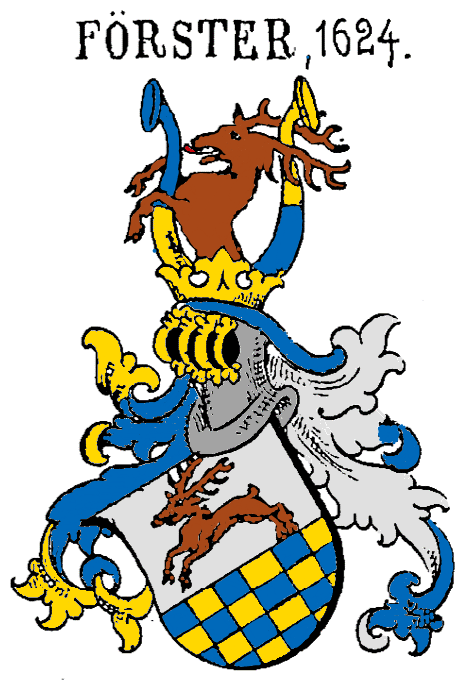
von Förster (1624) (laufender Hirsch, über Schach)